# Подводные лодки типа «Балилла»
Подводные лодки типа «Балилла» (итал. Balilla) — серия итальянских подводных лодок времён Второй мировой войны, головная лодка серии была названа в честь итальянского национального героя Балилла.
Проект разработан фирмой «Одеро-Терни-Орландо» (ОТО М), Муджиано, Специя. Прототипом стала германская подводная лодка U-120, полученная Италией после Первой мировой войны. Вступили в строй в 1928—1929 годах. Конструкция двухкорпусная, силовая установка дополнена вспомогательным дизелем для зарядки аккумуляторов и движения экономическим ходом. Лодки этого класса оказались неспособны развить проектную скорость (17,5/8,9 узл.), имели плохую остойчивость при погружении и всплытии. К началу Второй мировой войны считались устаревшими, «Balilla» и «Domenico Millelire» были разоружены и использовались как цистерны для хранения топлива. Лодки «Antonio Sciesa» и «Enrico Toti» использовались как транспортные для снабжения войск в северной Африке.
Фирмой OTO M по несколько модифицированному проекту для ВМС Бразилии была в 1929 году построена ещё одна ПЛ — «Humaytá».

## Список ПЛ типа «Балилла»
| Подводная лодка    | Верфь | Спущена на воду | Начало службы | Конец службы                                                                         |
| ------------------ | ----- | --------------- | ------------- | ------------------------------------------------------------------------------------ |
| Balilla            | OTO M | 20.2.1927       | 21.7.1928     | разоружена 28.4.41                                                                   |
| Domenico Millelire | OTO M | 19.9.1927       | 11.8.1928     | разоружена 15.4.41                                                                   |
| Antonio Sciesa     | OTO M | 12.8.1928       | 12.4.1929     | повреждена 6.11.42 в Тобруке американской авиацией, села на мель, затоплена 12.11.42 |
| Enrico Toti        | OTO M | 14.4.1928       | 19.9.1928     | разоружена 1.4.43                                                                    |